# Archéologie préventive

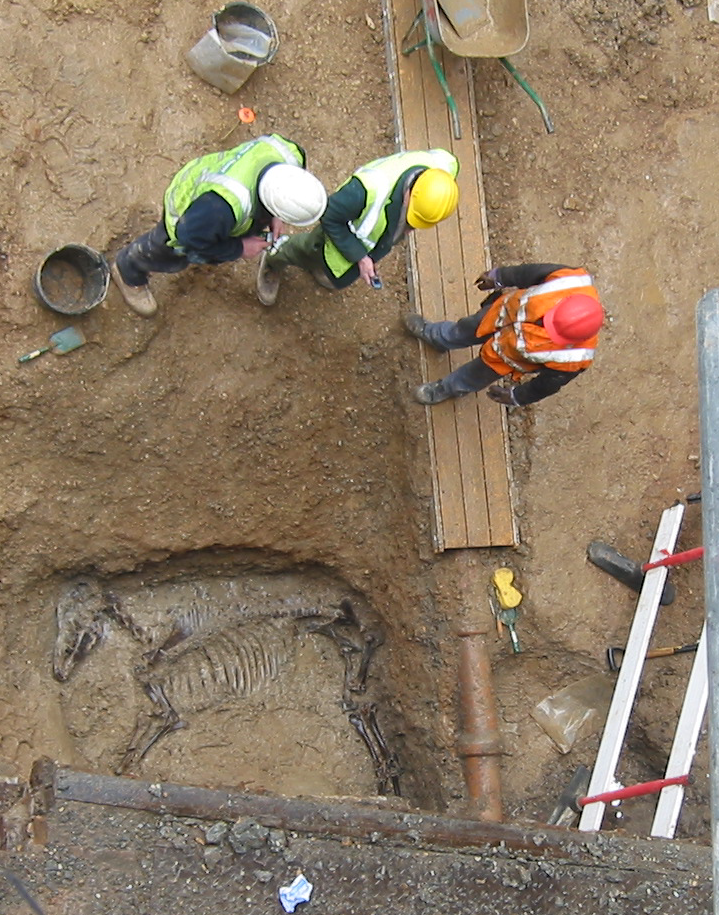
Tombe de cheval dans un fossé romain au cœur de Londres.

L'archéologie préventive a pour vocation de préserver et d'étudier les éléments significatifs du patrimoine archéologique menacés par les travaux d'aménagement. Elle peut impliquer la mise en œuvre de diagnostics archéologiques (sondages), de fouilles (fouilles de sauvetage ou fouilles préventives) et dans certains cas, des mesures de sauvegarde.

## Europe

### Allemagne

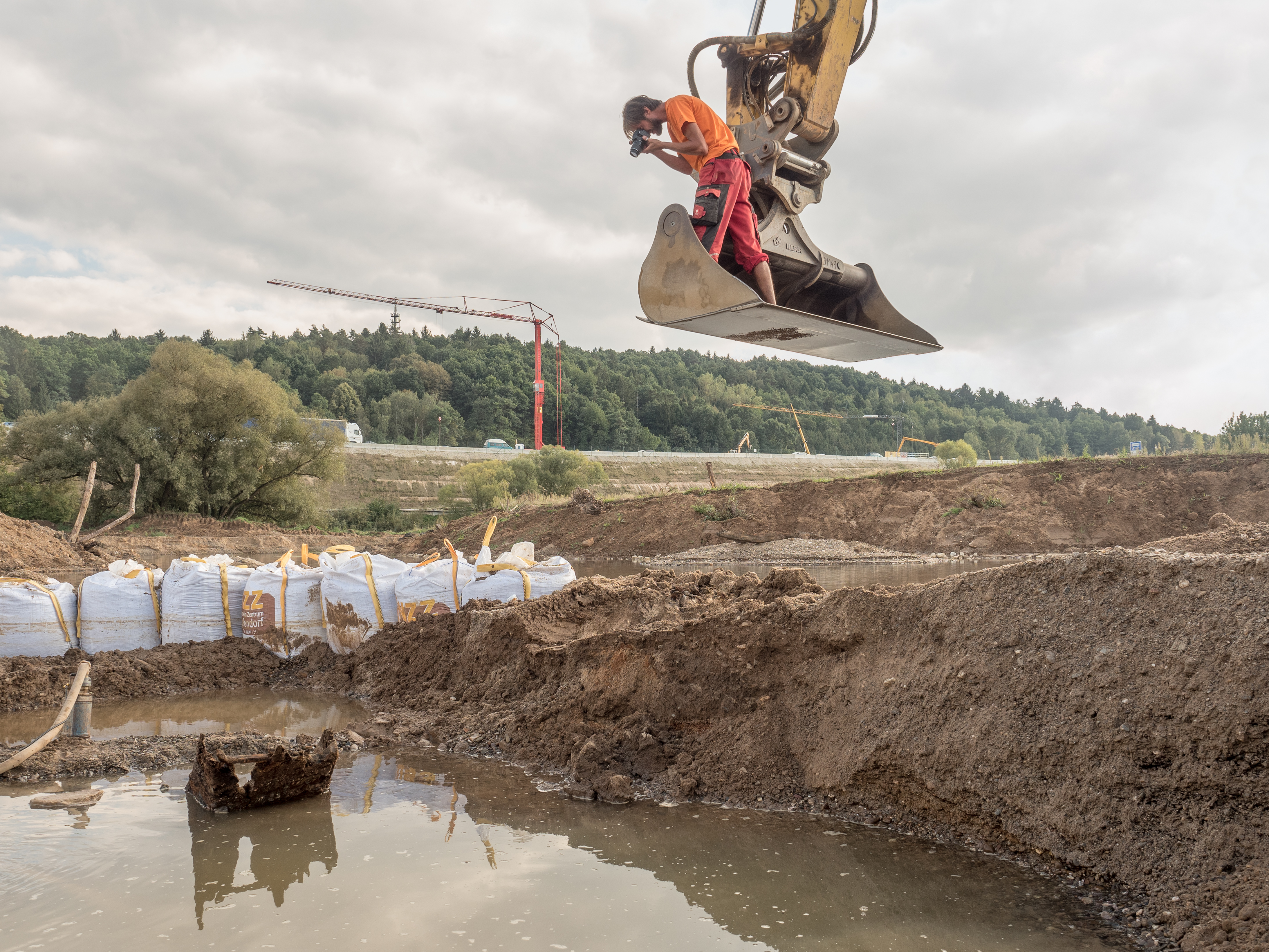
Archéologie préventive en Allemagne durant des travaux sur le Main (rivière) près d'Ebing pour la liaison à grande vitesse Nuremberg / Erfurt. Septembre 2016.

Créé en 1829, l'Institut archéologique allemand (Deutsches Archäologisches Institut, DAI) est chargé des fouilles en territoire allemand, principalement grâce à la Romisch-Germanische Kommission basée à Francfort. Le DAI constitue après 1933 une nouvelle section, l'Institut fur Ostdeutsche Vorgeschichte (Section I), consacrée à la période de la protohistoire et permettant de contrecarrer les menaces de dissolutions pesant alors sur son existence.

#### LeTroisième Reich
Une politique idéologique de mise en valeur des origines germaniques de l'Allemagne par le régime nazi est réalisée (archéologie nazie). L'archéologie, dont l'archéologie de sauvetage, est intégrée dans une action culturelle qui vise à légitimer la politique raciale du régime nazi. Elle comprend un développement des structures archéologiques, une mise en avant des périodes pré et protohistoriques et un important travail de vulgarisation auprès du public à travers de nombreuses publications, des expositions, et la création de parcs archéologiques.
Plusieurs structures archéologiques sont mises en place. Le bureau Rosenberg, dirigée par Alfred Rosenberg et l'Ahnenerbe par la Schutzstaffel et Heinrich Himmler sont en concurrence frontale. Ces organisations cherchent à établir la primauté du peuplement germanique en Allemagne et dans les régions périphériques de ce pays, pour en justifier l'annexion dans la ligne de l'idéologie nazie. Karl Kersten, membre de l'Ahnenerbe, mène ainsi diverses fouilles de sauvetage sur le mur de l'Atlantique dans le Danemark occupé.
Des administrations provinciales, les Landesamter fur Vorgeschichte sont mises en place à partir de 1931 et chargées des activités archéologiques dont les fouilles de sauvetage. Elles connaissent un développement important sous le régime nazi, 14 ayant été créées en 1943. Le système est diffusé dans les régions annexées par le IIIe Reich (Alsace, Sudètes, etc.). Les Landesamter sont chargés en plus des interventions archéologiques, du contrôle des collections archéologiques, de la protection des vestiges à travers la mise en place d'une carte archéologique, d'activités de prospection systématique et d'un travail de médiation en direction du public.

#### L'après-guerre
Après la fin de la Seconde Guerre mondiale, les centres urbains détruits sont l'objet de projets de reconstruction qui donnent lieu à des fouilles de sauvetage sur plus d'une dizaine de villes (Leipzig, Dresde, Cologne, Hambourg…) même si certaines agglomérations médiévales sont négligées (Ulm, Mayence, Nuremberg..). La somme des connaissances mises au jour est importante malgré des conditions de fouilles précaires et comparables entre la République fédérale d'Allemagne et la République démocratique allemande. Cet effort s'affaiblit rapidement au cours des années 1950 malgré quelques fouilles urbaines (Lübeck, Göttingen…) et l'intensité des reconstructions. Une prise de conscience apparait en Allemagne de l'Ouest au cours des années 1970 face aux destructions patrimoniales occasionnées dans le sous-sol. L'archéologie de sauvetage connaît un nouvel essor dans les centres urbains durant les années 1980.
La situation en Allemagne de l'Est entre les années 1950 et 1990 est beaucoup moins favorable. Les centres-villes sont entièrement reconstruits avec un faible suivi archéologique. La moitié de la ville de Zwickau est ainsi détruite pour faire place à un nouvel urbanisme, sans suivi archéologique organisé. Des mesures de conservation du bâti ancien commencent toutefois à voir le jour à la fin des années 1980.

#### La réunification
La réunification de l'Allemagne en 1990 est suivie de phases de reconstruction dans l'ancienne Allemagne de l'Est. Les nécessités d'un suivi archéologique et de fouilles préventives sont prises en compte dans l'établissement d'une législation de protection du patrimoine dans les nouveaux länder. Elles ont évité que les centres urbains (Erfurt, Leipzig, Greifswald…) de ces régions subissent le même sort que ceux de l'Allemagne de l'Ouest dans les années 1950.
Les législations des Länder allemands présentent une certaine homogénéité. Les fouilles sont réalisées par des agents de l'État, des entreprises spécialisées en contrat avec l'administration ou une personne autorisée par cette dernière. Le financement des activités archéologiques est généralement public mais le principe du pollueur-payeur ou la donation de fonds peuvent être pratiqués dans certains États.
Les administrations dans la plupart des Länder contrôlent les fouilles qui ne sont pas réalisées en régie directe.

### Autriche
L'archéologie est gérée par l'Institut national du patrimoine, qui accorde les autorisations de fouilles. Quelques contrats privés ont été accordés. Le financement est assuré en majorité par des fonds publics. Toutefois, la part des flux financiers en provenance du secteur privé a augmenté pour assurer les fouilles de grande ampleur.

### Belgique
Les sociétés savantes intéressées à l'archéologie naissent en Belgique à partir de 1830. La création du premier service de fouilles est réalisée en 1903 par le Baron Alfred de Loë, dans le cadre des musées royaux d'art et d'histoire de Bruxelles. Il devient en 1945 le service des fouilles de l’État puis est transféré en 1958 à l'Institut royal du patrimoine artistique, par l'action de Jacques Breuer (1892-1971). Il acquiert son autonomie en 1963 sous le nom de Service national des fouilles. La collection Archéologica Belgica est chargée de la diffusion des découvertes.
Des changements interviennent au cours des années 1970. À partir de 1971, la reconnaissance de l'autonomie culturelle flamande provoque des modifications des services, selon les communautés linguistiques. Le vicus de Pommerœul (Hainaut) est découvert en 1975, lors de travaux sur un canal. La fouille est réalisée dans l'urgence avec l'aide de nombreux bénévoles et reste partielle. Elle n'évite pas les pillages. L'insuffisance des moyens des services officiels est alors mise en évidence.

#### Région de Bruxelles-Capitale
La direction des monuments et des sites de la région Bruxelles-capitale est mise en place en 1989.
Cette direction est responsable de l'atlas du sous-sol et des découvertes archéologiques. Elle réalise des fouilles préventives et des suivis de chantiers, en collaborant avec plusieurs institutions scientifiques et élabore également les dossiers de protection des sites archéologiques.

#### Région wallonne
Le service SOS-Fouilles est créé en 1979 par le ministère de la Communauté française. Il est formé de trois cellules d'intervention situées au sein des universités francophones. Il est chargé des urgences archéologiques et des découvertes fortuites et assure le lien entre les archéologues et les aménageurs. Les associations locales sont regroupées dans la Fédération des archéologues de Wallonie.
La Région wallonne confie la confection de la carte archéologique aux universités dans les années 1980.
Le cadre légal de la gestion du patrimoine est fixé par les décrets du 10 juillet 1991, du 1er avril 1999 et la convention de Malte de 1992. Le financement des fouilles préventives est assuré par la Région wallonne avec parfois des apports financiers des aménageurs. Les arrêtés relatifs au zones d'activité économique (ZAE) de juin 2004 incluent une clause d'intervention préventive.
Le service national des fouilles est régionalisé en 1989 et fusionne en 1991 avec le service SOS-Fouilles dans la direction générale de l'aménagement, du territoire, du logement et du patrimoine. Les trois directions de la protection, de la restauration et de l'archéologie sont créées ainsi que cinq antennes régionales. La direction de l'archéologie est localisée dans les services centraux pour la coordination des actions. Le personnel comprend 130 personnes dont 110 contractuels. Un certain nombre d'universités et d'associations sont chargées de la sous-traitance des fouilles.

#### Communauté flamande
Le Vlaams Instituut voor het Onroerend Erfgoed (VIOE) est créée en 2004 et succède à l'Instituut voor het Archeologisch Patrimonium (Institut du patrimoine archéologique). Il est chargé de l'inventaire et de l'étude du patrimoine ainsi que de l'orientation de la recherche scientifique.
Les provinces et les grandes agglomérations possèdent des services archéologiques chargés des fouilles. Le principe de sociétés privées archéologiques a été reconnu officiellement et permet un développement de ce secteur.

### Bulgarie
La politique archéologique bulgare est coordonnée par l'Institut national d'archéologie avec les muséums, établi en 1949, dépendant de l'Académie bulgare des sciences et en relation avec la carte archéologique de Bulgarie, un système de bases de données informatisées. Cette organisation permet la préservation ou la fouille préventive des sites archéologiques menacés. Les autorisations de fouilles ou licences sont délivrées par l'Institut national à des archéologues diplômés. Le financement des fouilles est assuré par des fonds d'autorités publiques nationales, régionales ou locales, de maîtres d'ouvrages ou de donations privées.

### Chypre
Le ministère des Antiquités est chargé de la responsabilité de la gestion du patrimoine archéologique. À ce titre, il assure les fouilles de sauvetages. Des missions étrangères peuvent aussi l'aider. Il n'y a pas d'ouverture au domaine commercial.

### Croatie
Les humanistes M. Marulic et D. Papalic sont parmi les premiers croates à pratiquer des fouilles archéologiques dès le XVIe siècle. Au tournant du XIXe siècle et du XXe siècle, Frane Bulic par la fouille du palais de Dioclétien à Split et Josip Brunsmid avec ses recherches sur les villes grecques et romaines de Dalmatie illustrent l'évolution des pratiques archéologiques à cette période.
L'archéologie croate a été marquée par les destructions opérées lors de la seconde guerre mondiale et de la guerre en ex-Yougoslavie (Vukovar, Osijek, Vinkovci...). L'expérience acquise après 1945 permet d'apporter des réponses plus rapides aux défis posés par la reconstruction et les fouilles préventives opérées dans les années 1990.
L'activité archéologique est régie par la loi sur la protection du patrimoine culturel de Croatie. Différentes structures sont chargées de pratiquer ou d'encadrer les fouilles archéologiques, les commissions archéologiques de l'Institut national pour la protection du patrimoine culturel de Croatie et de l'Institut d'archéologie situés à Zagreb, de la section d'archéologie de l'université de Zagreb, les instituts régionaux (Osijek, Rijeka, Split, Zagreb) et municipaux, et des musées archéologiques (Zagreb, Pula, Zadar, Osijek et Split).

### Danemark
Le Danemark dispose d'une législation de protection des antiquités à partir de 1671. Cette action répond aux mesures similaires prises par le royaume de Suède et de Finlande en 1666. Ce contexte correspond à une opposition entre ces deux royaumes qui se manifeste par une forte émulation dans le domaine des sciences. Une tradition de recherche se met alors en place au Danemark. Elle débouchera sur la création du musée national du Danemark en 1819, où Christian Jürgensen Thomsen mettra en œuvre une distribution des collections selon les Âges de la pierre, du bronze et du fer.
Lors de l'occupation allemande, Karl Kersten, membre de l'Ahnenerbe, organisme de recherche SS dirigé par Heinrich Himmler, mène diverses fouilles de sauvetage sur le mur de l'Atlantique. L'exploitation des tourbières pour répondre à la pénurie de combustible amène à de nombreuses découvertes.
Actuellement, les activités archéologiques sont menées au Danemark par le personnel rattaché aux musées, qui peuvent faire appel à des étudiants en archéologie, rémunérés dans ce cas.
Le projet de loi de 2005 sur la protection du patrimoine archéologique fait supporter le coût des fouilles sur les aménageurs, dans une limite maximale fixée à 1 % des investissements.

### Espagne
En Espagne :

#### Aux origines
Le roi d'Espagne Philippe II décide en 1575 par le document Relaciones topográficas e históricas, de faire établir une liste des vestiges antiques à préserver. Un nouvel ordre royal de 1752 promulgue la réalisation de copies et de dessins des documents et vestiges anciens lors des voyages d'un membre de l'Académie royale d'histoire. Il s'ensuit en 1802 un décret royal de protection des monuments anciens. Cette mission, confiée en 1805 à l'Académie royale d'histoire, est renforcée en 1818 et 1827. Des commissions provinciales des monuments historiques et artistiques sont instituées en 1844 et chargés du contrôle des travaux sur les sites d'importance historique. Les autorités locales sont chargées de surveiller les constructions d'intérêt historique ou artistique à partir de 1873. Dès sa création vers 1900, le ministère de l'Instruction publique est chargé du patrimoine historique et entreprend de bâtir une législation de protection. La Ley de Excavaciones arqueológicas est publiée en 1911. Elle définit le statut des antiquités (« sont considérées comme antiquités toutes les œuvres d'art et productions artisanales datant des âges préhistoriques, antiques, ou moyens ») et la création d'un inventaire. Une administration, la Junta Superior des Excavaciones y Antigüedades, est créée en 1912.
La Ley de Conservación de Monumentos Históricos y Artísticos (1915) et le Real Decreto sobre la Proteccion y Conservacion de la Riqueza Artistica (1926), suivent jusqu'à la Ley sobre la Defensa, Conservación y Acrecentamiento del Patrimonio Histórico-Artístico Titre V (1933), effective jusqu'en 1985. Rattachée à la constitution, cette loi établit la définition du patrimoine historique national. Le cadre administratif est constitué de la Direction des Beaux Arts, de la Junta Superior del Tesoro Artístico aidée de délégations locales et de l'Inspection des monuments.

#### Développement économique et archéologie de sauvetage
Le développement économique de l'Espagne au cours des années 1960 est accompagné de nombreux projets immobiliers ou d'infrastructure. Ils ont révélé un important patrimoine archéologique, qui fait alors l'objet de fouilles de sauvetage puis d'un travail d'encadrement législatif.
La constitution du royaume d'Espagne, promulguée en 1978, inscrit la protection des biens archéologiques comme un devoir de l’État. Ces biens appartiennent au domaine public. Les 17 communautés autonomes en ont la responsabilité dans leurs limites administratives et l’État central est chargé de la lutte contre leur exportation.
La Ley del Patrimonio Histórico Español (LPHE) - loi du patrimoine historique espagnol (loi 16/1985) votée par le parlement s'applique à toute l'Espagne. Elle prévoit l'établissement obligatoire de cartes archéologiques, pour définir des zones sensibles, préalable aux opérations d'archéologie préventive.
Les compétences archéologiques ont été décentralisées auprès des conseils généraux et des communes. Cette décentralisation est accompagnée d'une grande variété dans les législations archéologiques locales.
De 1978 au début des années 2000, la norme était de réaliser une fouille complète des sites repérés. La pratique du diagnostic préalable s'est répandue ensuite, pour alimenter la carte archéologique et déterminer les secteurs à fouiller.
Les aménageurs sont chargés du financement des fouilles. Ils ont le choix de l'opérateur chargé du diagnostic et de la fouille. Ce dernier doit rédiger un rapport rassemblant toute la documentation sur les opérations effectuées. La publication des résultats est envisagée mais les conditions de mise en œuvre ne sont pas précisées par la législation. Le déficit en termes de publication est de ce fait important.
La mise en concurrence systématique des opérateurs sans cadre défini des normes de diagnostic et de fouille a généralement provoqué le choix des acteurs les moins-disant. Ces contraintes ont pour conséquences une faible application des méthodes et techniques complexes et plus onéreuses. Cette situation entraîne un divorce entre « l'archéologie commerciale » et la recherche archéologique académique, cette dernière adoptant des méthodologies plus complexes.
La faiblesse des dotations en personnels a rendu difficile le suivi des opérations d'archéologie préventive à la suite du boom immobilier des années 1990-2000. Cette situation a mené à une externalisation des fouilles par les administrations et une expansion des opérateurs privés, dans ce qui a été appelée « l'archéologie commerciale ». En 2008, 2 358 personnes étaient employées en tant qu'archéologues par des entreprises privées avec une majorité de contrats à durée déterminée.
Un maximum d'activités a été atteint en 2007, suivi d'un effondrement lié à la crise économique apparue cette même année. Les régions proches de la Méditerranée ont subi les effets les plus importants, du fait d'un très fort développement du secteur de la construction dans cette zone et des opérations préventives liées.

#### Cantabrie
La communauté autonome de Cantabrie encadre strictement les fouilles. Les opérateurs sont accrédités par le ministre de la culture de la communauté autonome et les chantiers de fouilles peuvent être contrôlés à tout moment des travaux.

### Estonie
L'Estonie connaît ses premières créations de villes à partir de 1230. À l'exception de Tallinn, il ne subsiste aucune trace de la période médiévale et une absence d'archives antérieures au XVIe siècle, à la suite des destructions opérées entre 1558 et 1710, de la guerre de Livonie à la grande guerre du Nord.
Des sociétés savantes débutent des fouilles archéologiques au cours de la seconde partie du XIXe siècle dans ce qui est encore une province de l'empire russe. Après la formation de la république estonienne en 1920, des archéologues professionnels sont mis en place ainsi que des lois de protection du patrimoine votées en 1925 et 1936.
Les villes estoniennes subissent de nombreuses destructions lors de la seconde guerre mondiale. Très peu de campagnes archéologiques ont lieu au retour de la paix, les vestiges antérieurs au XIIIe siècle n'étant généralement pas pris en considération. Les zones urbaines détruites sont faiblement l'objet de reconstructions, beaucoup étant convertis en parcs. Le centre historique de Tallinn est par ailleurs déclaré zone archéologique en 1951.
L'Estonie est la première république d'Union soviétique à adopter en 1961 une loi de protection des monuments historiques et culturels suivi d'une loi sur la protection et l'utilisation des monuments historiques et culturels en 1977. La fin des années 1970 voit le développement des fouilles d'urgences, motivées par des campagnes de reconstruction des centres urbains. Ce phénomène connaît un apogée en 1989 et 1990, plus de 80 % des fouilles archéologiques s'effectuant dans ce cadre. La ville de Pärnu décide par ailleurs la création en 1990 d'un poste d'archéologue municipal et d'une zone de protection archéologique.
La chute de l'URSS est suivie d'une crise liée à une chute des crédits d’État, le principal effort portant toujours sur les fouilles de sauvetage en milieu urbain.
Une nouvelle politique est mis en œuvre avec la création de l'Office central des antiquités en octobre 1993 et l'application d'une nouvelle loi de protection du patrimoine archéologique en 1994. Au cours de la même période, plusieurs municipalités appliquent un politique identique à celle de la ville de Pärnu.
Plusieurs structures réalisent des missions d'encadrement, de surveillance et des opérations archéologiques, l'Office central des antiquités, l'Institut d'histoire de l'Académie estonienne des Sciences (Eesti Teaduste Akadeemia) à Tallinn, l'université, le musée et le service municipal de Tartu, la municipalité de Pärnu et le musée de Viljandi.

### Finlande
En 1666, dans le royaume de Suède, dont la Finlande constitue deux provinces, l'Österland et le Norrland, les sites préhistoriques et les monuments historiques sont déclarés sous la protection de l’État. Le clergé est chargé de compiler les descriptions des sites historiques et d’intérêt topographique de leurs paroisses. Le Collège des antiquités de Stockholm de fondation récente reçoit alors une vingtaine de descriptions. Dans les années 1680, la loi est étendue aux découvertes d'objets métalliques précieux, qui doivent être remis à la Couronne contre récompense.
Au XVIIIe siècle, la législation sur le patrimoine historique est complétée à plusieurs reprises en particulier en 1734. C'est à cette époque que l'on commence à voir les monuments et objets historiques comme partie de l'héritage culturel national.
Après la guerre de Finlande de 1808-1809, la Finlande devient le grand-duché autonome de Finlande intégré à la Russie. La loi suédoise de 1734 est toujours en vigueur mais aucune autorité ne l'applique. L'éveil du romantisme suédois rend sensible la détérioration progressive des monuments anciens.
La Société de littérature finlandaise initie la protection des monuments historiques de Finlande en 1867. En 1870, la Société Finlandaise des monuments historiques est fondée pour protéger et documenter les monuments historiques nationaux. Elle influencera fortement la législation et la gestion des monuments historiques. Le décret de protection des monuments historiques est promulgué en 1883. En 1884, le bureau archéologique est créé en 1884 et renommé par la suite Commission archéologique de l’État. Cet organisme est chargé de la protection générale des monuments historiques du pays. En 1893, les plus importantes collections historiques culturelles sont regroupées pour former le musée historique national. Le musée national de Finlande ouvre ses portes au public en 1916.
Des observations archéologiques ont lieu dès la seconde moitié du XIXe siècle dans les agglomérations médiévales de Finlande, dans le couvent de Saint-Olaf de Turku et entre 1890 et 1895 sur le couvent des franciscains et l'ancienne église de Rauma. La ville de Vipuri, rattachée en 1947 à l'URSS, se dote en 1928 d'un archéologue municipale pour surveiller les travaux réalisés dans son centre médiévale. Le cœur d'Helsinki, fondée en 1550, fait l'objet de recherches archéologiques à partir de 1931. De nombreuses surveillances et observations ont lieu à partir des années 1950, lors des travaux de modernisation urbaine (canalisations, assainissement, travaux...) dans les villes de Turku, Rauma et Porvoo.
Le parlement finlandais adopte en 1963 la loi sur les antiquités, qui protège automatiquement et sans déclaration administrative les vestiges anciens. La commission archéologique est réorganisée en 1972 et nommée direction des musées de Finlande.
Les premières fouilles d'importance sont réalisées en 1966 à Rauma, sur la place du Marché. Ces programmes se multiplient dans les années 1980, à Poorvo (1985), Naantali (1986), sur le site ancien d'Helsinki (1989), à Turku sur le futur musée archéologique Aboa Vetus (1993)...
Les vestiges anciens sont séparés en deux catégories, les antiquités préhistoriques et historiques. La direction nationale du patrimoine est chargée par la loi d'en assurer le contrôle. Les vestiges médiévaux et du début de l'époque moderne sont particulièrement surveillés. Les surveillances et les fouilles de sauvetage préalables à une construction sont réalisées par la direction du patrimoine ou une structure agréée par cette dernière, généralement des musées. Le coût des fouilles est à la charge des aménageurs, sauf à présenter un caractère excessif.

### Grèce
L'après-guerre en Grèce est marqué par une urbanisation accélérée et l'adoption de nouvelles méthodes de construction. Cette situation entraîne de nombreuses destructions mais permet d'éclaircir par le biais de fouilles de sauvetages le développement du réseau urbain de la Grèce depuis l'Âge du Fer.
Le service archéologique de la Grèce est chargé de gérer le domaine de l'archéologie dans ce pays. Les fouilles sont entreprises par cette institution, financée par l’État grec, ou d'autres structures scientifiques, tel que les universités ou les écoles d'archéologie étrangères. Ces dernières reçoivent une autorisation accordée par le Service archéologique pour ouvrir des fouilles. L'archéologie n'est pas ouverte au domaine commercial en Grèce.

### Hongrie
L'archéologie préventive s'est développée en Hongrie dans le cadre des grands travaux liés aux autoroutes. Les 360 kilomètres d'autoroutes construits de 1964 à 1990 ont donné lieu à très peu de fouilles. Un réseau de musées départementaux était chargé des actions liées à l'archéologie avant 1990.
De 1990 à 2005, un réseau autoroutier long de 550 kilomètres a été créé sur la base des fonds d'investissements européens, sur les axes M 0, M 1, M3 et M 30. Finalement, près de 800 km d'autoroutes sont à construire jusqu'en 2015. Une part de 0,9 % des financements a été consacrée aux opérations d'archéologie préventive.
Les actions ont été menées en six phases :
- Un travail de cartographie et de levées topographiques des zones des futurs travaux a été réalisé
- L'analyse des données matérielles et écrites a été menée pour localiser les sites
- Une campagne de photographies aériennes a permis d'individualiser les sites
- Des prospections pédestres suivies de sondages ont délimité les emprises et daté les sites
- Une analyse magnétométrique alliée à des sondages si nécessaire ont permis d'explorer l'environnement des sites
- Une synthèse des données a suivi. Son intégration dans un cadre général a permis de préserver autant que possible les sites repérés ou d'optimiser l'intégration des fouilles dans le calendrier des travaux routiers.

350 sites ont été fouillés sur une surface de 500 ha et des infrastructures ont été créées pour répondre à ces nouveaux besoins. Un système d'information géographique a été mis en place pour traiter la masse des données et intégré dans les programmes universitaires, pour favoriser la formation des étudiants. Des bases archéologiques ont été construites avec pour fonctions la logistique, le traitement du mobilier et le stockage des millions d'artefacts mis au jour, qui menaçaient d'engorger les musées départementaux.
Une grande exposition a eu lieu au musée national hongrois en 1997. L'installation de parcs archéologiques a suivi pour pérenniser la mise en valeur des découvertes. Le programme autoroutier de fouilles préventives a provoqué de profondes modifications de la discipline archéologique en Hongrie et renouvelé ses pratiques.
La convention de Malte (1992), la convention européenne du paysage (Florence, 2000) et la loi sur la protection du patrimoine (2001) ont été adoptées au cours de cette période. Des lacunes sont toujours présentes dans la législation. Le concept de site archéologique, et donc susceptible d'une fouille préventive, est défini par sa présence dans la base archéologique nationale KÖH, selon la loi de 2001. Tout site inconnu peut donc être potentiellement détruit sans fouille.
En 2009, 19 musées départementaux, le musée d'histoire de Budapest, le musée national hongrois, l'Académie hongroise des sciences, les trois universités pratiquant l'archéologie et le service des fouilles du patrimoine culturel étaient autorisés à mener des fouilles. Quelques sociétés privées pratiquaient la sous-traitance d'activité archéologique auprès de ces structures. Les promoteurs sont chargés de financer les fouilles.

### Irlande
Les premiers centres urbains naissent autour de grands sites monastiques (Armagh, Tuam, Kells, Kildare) ou des sites commerciaux viking (Dublin, Dublin, Waterford, Limerik) au cours du Xe siècle et leur nombre connaît une forte augmentation à partir du XIIe siècle, durant la période normande. Les constructions médiévales urbaines toujours existantes sont rares. Cette situation concentre l'intérêt des archéologues sur les vestiges de cette époque.
La loi sur les Monuments nationaux (Monument national Act) est votée en 1930, puis amendée en 1957 et 1987. Ces actes législatifs chargent les commissaires des travaux publics d'évaluer l'exposition des vestiges anciens aux risques de destruction et leur donnent le pouvoir de les protéger ou d'en ordonner l'exploration. Le financement des actes archéologiques (surveillance, fouilles d'essai, fouilles de sauvetage) revient aux aménageurs.
Après la fouille du château de Dublin puis de High Street, au début des années 1960, la richesse des vestiges archéologiques et l'état de conservation des restes organiques frappèrent les esprits. Le musée national d'Irlande réalisa par la suite des fouilles de sauvetage dans la ville de Dublin, en préalable à la construction d'axes routiers. La destruction du port et de la ville viking de Dublin en 1979, en préalable à la construction de locaux municipaux à Wood Quay, fut marquée par une forte réaction populaire, donnant lieu à des réunions publiques, des procès et l'occupation des lieux. La pression de l'opinion publique obligea à agrandir considérablement la surface des fouilles.
La multiplication des surveillances archéologiques et des fouilles de sauvetage dans les villes d'Irlande au cours des années 1980 a mis en exergue les états de conservation exceptionnels des constructions en matériaux organiques. Une restitution en grandeur nature du Dublin viking a ainsi été effectuée à l'échelle d'un quartier et ouverte au public de 1988 à 1990, « The Viking Adventure ». Un centre a été mis en place en 1993, le « Dublinia », reconstituant la ville vers 1170. Les fouilles de cette période ont souffert d'une absence de moyens pour réaliser les recherches consécutives aux fouilles et les publications des résultats.
L'amendement au National Monument Act effectué en 1994 correspond à l'adoption de la convention de Malte par l'Irlande. Les aménagements sont soumis à une possibilité de prospection, diagnostic et fouilles, selon les types de découvertes. En cas de fouille, le site doit être exploré à 100 %. Les coûts des fouilles préventives sont à la charge des promoteurs. L'aménageur choisit par appel d'offres la structure chargée du diagnostic et en cas de test positif, celle amenée à réaliser la fouille. Les opérateurs archéologiques sont uniquement de droit privé et pratiquent ce qui est appelé « commercial archeology ». Chaque chantier reçoit une autorisation délivrée à un archéologue accrédité. Les autorités de contrôle sont le musée national, le ministère de l'Environnement, du Patrimoine et du gouvernement local. Le ministère de l'Environnement a un droit de décision sans possibilité de recours.
L'image de l'archéologie en Irlande a été ternie par la fouille du château de Carrickmines (Monument national (Irlande)), sur le trajet du périphérique de Dublin (autoroute M50). Le tracé de cette autoroute établi dans les années 1980 évitait ce site parfaitement localisé. Le trajet a été modifié au cours des années 1990, incluant le site de Carrickmines. Les terrains appartenaient à un homme politique local, largement dédommagé lors de leur cession. Le diagnostic a mal évalué l'ampleur de cet ensemble. La fouille a retardé l'ouverture du périphérique de Dublin, provoqué des embouteillages permanents et frappé défavorablement l'opinion publique irlandaise.
Par ailleurs, les autorités irlandaises ont modifié leur législation, à la suite de la saisie de la Commission européenne par des pétitions contre la construction de l'autoroute M3 dans la vallée de Tara-Skryne et des arrêts rendus par la Cour de justice de l'Union européenne.
Depuis 1994 jusqu'en 2002, le nombre de fouilles a cru de 30 % par an puis s'est stabilisé à une moyenne de 1500 chantiers par an jusqu'en 2007. Le développement de l'archéologie préventive s'est accompagné d'une coopération réussie avec le secteur académique, ouvrant de nombreuses voies de recherches. Ces résultats ont pu être mis en valeur par le Conseil du patrimoine et justifier auprès des élus et du public les efforts consentis pour l'archéologie.
Le secteur de l'archéologie préventive a été durement frappé à partir de 2008 avec une baisse des fouilles atteignant 66 % en 2010. La crise économique de 2008 a été corrélée avec la fin des programmes autoroutiers, engendrant une situation radicale. Le volume de l'emploi a chuté de 80 % et de nombreux employés licenciés, originaires de Pologne, sont partis d'Irlande.

### Islande
L'institut d'archéologie d'Islande (Fornleifastofnun Íslands), fondé en 1989, réalise un travail d'enrichissement de la carte archéologique, de médiation archéologique et d'archéologie préventive.
Un programme de surveillance archéologique et de fouilles préventives a ainsi été mené par cet institut sur le front de mer de la ville de Reykjavik, au cours des années 2006 et 2007. Des parties du port du XIXe siècle ont été mises au jour lors de ces campagnes.

### Italie
L'attention des archéologues s'est principalement portée en Italie jusque dans les années 1960 sur des sites et des agglomérations abandonnées ou quelques zones urbaines protégées. Les fouilles débutées à Gênes en 1952 innovent. Elles ont pour objet des sites ruinés par les effets de la Seconde Guerre mondiale et influencèrent toute une génération d'archéologues. Durant les années 1960 et 1970, le développement des zones urbaines a pris une ampleur menaçante pour la conservation des vestiges anciens et accélère une prise de conscience de la part des archéologues. Les années 1980 ont vu la mise en place d'un politique de recherches sur l'ensemble d'une ville (Pavie) ou de fouilles de grande ampleur (métro de Milan, Crypte Balbi de Rome, Bologne, Naples,..). L'archéologie préventive était toutefois mal intégrée aux projets d'urbanisme et entrainait parfois l'arrêt brutal de travaux à la suite d'un découverte fortuite. Cette situation a d'ailleurs poussé durant les années 1990 de nombreux aménageurs à commanditer des enquêtes préliminaires, avant tout projet immobilier, pour évaluer la possibilité d'une fouille archéologique.
Le décret législatif du 22 janvier 2004 du code des biens culturels et du paysage (document no 7) appliqué à partir du 1er mai 2004, la loi du 5 janvier 2005 et les règles d’urbanisme fixent le cadre de l'activité d'archéologie préventive. Le code reprend la plus grande part du décret législatif no 490 du 29 octobre 1999, qui rassemblait les mesures législatives liées aux patrimoines culturels et environnementaux. Le décret de 1999 remplaçait la loi de 1939 sur la protection du patrimoine artistique et historique et en reprenait la plupart des dispositions. Ils donnent à l'administration le droit d'interrompre les travaux et d'exproprier ou de classer des terrains. Le monopole des fouilles en Italie est réservé à l'État, qui peut concéder les travaux à des structures de droit public ou privé. Le financement des opérations d'archéologie préventive est à la charge de l'État. Cependant, le manque de moyens financiers de l’État et les pouvoirs des administrations font que les aménageurs acceptent de payer les fouilles ou d'exécuter les travaux de terrassement.
L'aménageur transmet son projet à la surintendance qui dispose d'un délai de 20 jours pour rendre un avis. Dans le cas d'une décision positive, la première phase comprend des carottages, des prospections et des sondages. La seconde phase correspond à la fouille du terrain. Le rapport de fouille est ensuite approuvé par la surintendance.

### Malte
Les sites archéologiques de l'île de Malte font l'objet d'une première description dans l'Insulae Melitae Description, publiée par Jean Quintin d'Autun en 1536. La découverte de l'Hypogée de Ħal Saflieni, lors de travaux en 1902, est le coup d'envoi de l'archéologie maltaise. Les premières campagnes de fouilles menées dans une perspective scientifique sont réalisées par Themistocles Zammit, premier directeur du Musée national d'archéologie. La loi sur les Antiquités (1925) désigne le Musée national d'archéologie au contrôle des antiquités de Malte. Des révisions de cette loi et la création de l'Office de l'aménagement ont lieu par la suite, pour préserver le patrimoine ancien d'une urbanisation en plein développement. Cette politique est inspirée des modèles d'aménagements britanniques. La ville antique de Rabat (Malte) présente ainsi des zones archéologiques classées où est établi le Musée des antiquités romaines.
La politique de préservation du patrimoine archéologique Cultural est définie depuis 2009 par trois textes législatifs, l'« Heritage Act 2002 (CAP 445) », l'« Authority for Transport in Malta Act (Act XV of 2009) CAP 499 » et le « Development Planning Act, 1992 (CAP 356) ». Le comité consultatif de l'héritage culturel et l'autorité maltaise de la planification et de l'environnement ou MEPA (Malta Environment and Planning Authority) ont la charge de conseiller les pouvoirs publics sur la préservation du patrimoine archéologique. Le MEPA publie les listes des zones protégées. La Surintendance de l'héritage culturel autorise et surveille les fouilles archéologiques. Cette autorité peut suspendre toute activité qui menace le patrimoine archéologique.

### Norvège
Dès 1671, la Norvège possède une législation sur la protection des antiquités, de par son inclusion dans le royaume du Danemark.
En 1870, des observations archéologiques sont réalisées lors de la construction de la gare de triage d'Oslo.
Les lois sur les monuments historiques et les sites anciens sont votées en 1905 par la Norvège, après son détachement du royaume de Suède le 7 juin 1905. Toute activité antérieure à 1537 est concernée. De 1905 à 1990, cinq musées sont chargés de faire respecter ces lois, de gérer les fouilles et les vestiges mobiliers. Quatre musées font office d'instituts universitaire.
En 1955, à la suite de l'incendie du port médiéval de Bergen (Norvège), une campagne complète de fouilles fut décidée avant reconstruction. Elle permit de comprendre le phénomène d'extension permanente des quais portuaires entre le XIIIe et le XVe siècle sur ce site.
Des fouilles préventives ont eu lieu dans le cadre des aménagements des centrales hydro-électriques situées en altitude et du réseau routier. Les travaux menés entre 1970 et 1974 puis de 1981 à 1987 ont montré le rôle important des zones montagneuses de la Préhistoire au Moyen Âge, ce qui était ignoré en Norvège jusqu'à la réalisation de ces fouilles préventives.
Depuis 1990, le directoire central du patrimoine culturel encadre les activités archéologiques. Le patrimoine culturel et les prospections sont gérés par les comtés. Les universités et les musées sont chargées de la mise en place des fouilles. Les aménageurs ont la charge financière des fouilles et des rapports.

### Pays-Bas
Le décret du 24 mai 1940 est le premier encadrement législatif des activités de fouille archéologique. À partir de 1943, le territoire sous occupation nazie des Pays-Bas fait l'objet de fouilles de sauvetage à l'emplacement du futur mur de l'Atlantique.
Avant 2003, le cadre légal de l'archéologie préventive reposait sur la loi de 1988. Cette loi sur les monuments historiques prévoyait la possibilité de suspendre ou d'arrêter des travaux pour mener des recherches sur les vestiges mis au jour. Toute découverte imprévue devait être déclarée au maire de la commune concernée. Les opérations de fouilles étaient soumises à une autorisation administrative préalable que seul un service de l'État, un établissement d'enseignement ou une commune pouvait réaliser. Le mode de financement n'était pas défini. Le Service national pour la prospection archéologique (Rijksdienst voor het Oudheidskundig Bodemonderzoek : ROB) était chargé de d'exécuter ces dispositions à l'échelon national.
L'intégration de la Convention de Malte dans la loi en 2001 a provoqué une libéralisation des fouilles archéologiques dans le cadre de la loi de 1988, avant modification de cette dernière.
Le ministère de la culture des Pays-Bas a édicté en 2001 des normes de qualité établies par une commission. Le Collège pour la qualité archéologique (College voor de Archeologische Kwaliteit : CvAK) a élaboré des critères de compétence à partir de ces dernières. Les opérateurs potentiels sont jugés à partir de ces critères et l'Inspection archéologique (Rijksinspectie voor de Archeologie : RIA) veille au respect des normes.
Le gouvernement a proposé au Parlement à la fin de 2003 un projet de loi qui prévoit trois régimes distincts. L'étude d'impact, obligatoire pour les grands travaux d'aménagement, comprend un volet archéologique. Les travaux d'excavation sont précédés d'un diagnostic archéologique préalable. Pour les autres travaux, les communes ont la faculté de subordonner leur autorisation au respect de certaines obligations, les plans municipaux d'urbanisme devant de toute façon être établis en tenant compte des données archéologiques. De plus, le projet de loi ouvre le marché des fouilles archéologiques à la concurrence. L'aménageur doit prendre en compte les facteurs archéologiques et veiller à la protection des vestiges. Si une fouille est menée, celui-ci doit la financer et choisir la structure chargée de la réalisation.
Ce nouveau cadre a provoqué une forte croissance du nombre des opérations d'archéologie préventive (prospections, surveillances, diagnostics, fouilles), d'environ 1000 interventions en 2003 à 3571 en 2008. L'essentiel du développement a porté sur les surveillances, passées d'environ 700 à un peu plus de 2571 interventions entre 2003 et 2008. Le nombre des fouilles est passé de moins d'une centaine à 208 en 2008. En 2008, 90 % des opérations d'archéologie préventive étaient menées par des sociétés privées. Une quarantaine d'archéologue municipaux s'ajoutent aux sociétés privées.
Durant l'année 2009, 3272 interventions ont eu lieu, correspondant à une baisse de 10,8 % par rapport à 2008. Les surveillances ont subi le plus fort recul, de -15 % sur la même période, la variation sur les fouilles étant assez faible, de 208 à 201. La baisse d'activités liée à la crise du secteur privé de la construction a été amortie par la mise en place par le gouvernement de travaux d'infrastructures et par les administrations locales d'opérations d'inventaire archéologique en conformité avec les nouvelles législations.

### Pologne
La discipline archéologique en Pologne hérite de la période communiste un structuration définie en quatre secteurs. L'Institut de l'Histoire de la Culture Matérielle de l'Académie polonaise des sciences est responsable de la recherche, des normes académiques et possède un rôle central. Les départements universitaires s'occupent de la formation des archéologues, les musées de la préservation et de la mise en valeur auprès du public des collections et dépôts archéologiques. Les centres de la Protection des Monuments dirigés par des conservateurs sont chargés de protéger ces derniers et de gérer l'archéologie de sauvetage.
Des opérations de sauvetage de grande ampleur sont menées à la suite des destructions opérées pendant la Seconde Guerre mondiale. Les centres anciens de Gdańsk, Gniezno, Opole, Poznań, Varsovie, Wrocław et Szczecin sont alors mis au jour et livrent de nombreuses informations sur les débuts du fait urbain au Haut Moyen Âge. Ces fouilles s'intègrent dans la célébration du millénaire d'existence de la Pologne, apparue sur la scène historique en 966.
Après la chute du Mur de Berlin, la construction de gazoducs entre la Sibérie et l'Europe puis la mise en place d'un réseau autoroutier de 2300 km en juin 1995 entraînent un fort développement des fouilles préventives à partir de 1997.
Ce phénomène est accompagné d'une évolution des structures de l'archéologie en Pologne. Les centres de protection des monuments ont été dissous et leur personnel a constitué les premières équipes des sociétés privées d'archéologie. L'Institut de l'histoire de la culture matérielle a été renommé Institut d'archéologie et de d'ethnologie et perdu sa place centrale, particulièrement à la suite d'une forte baisse des fonds alloués. En 1995, le ministère de la Culture a créé le Centre de recherche et de sauvetage archéologique. Cette structure contrôle en liaison avec les conservateurs régionaux chargés des procédures administratives les fouilles préventives et les opérateurs archéologiques. En 2002, le Centre de recherche et de sauvetage archéologique a été remplacé par le Centre de protection du patrimoine archéologique, qui dès lors a pris en tutelle les conservateurs régionaux.
La législation a connu une transformation importante. La loi sur les constructions d'autoroutes votée en 1994 a posé comme principe le financement des fouilles préventives, de leur documentation et de l'analyse des résultats. La convention de Malte de protection du patrimoine archéologique a été adoptée en 1996 et a considérablement renforcé la position de l'archéologie en Pologne. Elle a été accompagnée en 2003 de l'Acte sur la protection et la tutelle des monuments. Il est établi que tous les sites considérés comme archéologiques sont protégés par la loi et que toute fouille de sauvetage doit être couverte par un financement et réalisée selon les meilleurs standards.
Depuis 2007, la situation a fortement évolué. Le Centre de protection du patrimoine archéologique a été rattaché au Conseil national du patrimoine. Son rôle a diminué ainsi que ses moyens de contrôle sur la conduite des fouilles. Par ailleurs, le choix des opérateurs de fouilles est depuis principalement effectué sur des critères financiers. La qualité des résultats des fouilles semble s'en être ressentie.
La crise économique amorcée depuis 2007 a eu un faible impact sur l'activité polonaise et le volume des fouilles préventives. Cependant, le retour massif d'archéologues émigrés en Irlande et en Grande-Bretagne a eu pour effet une baisse drastique des salaires dans ce secteur. Par ailleurs, le nombre de sociétés archéologiques privées a fortement augmenté.

### Portugal
La loi no 13/85 du 6 juin 1985 a défini la législation portant sur la patrimoine culturel et plus spécifiquement l'archéologie. Elle avait été précédée par un arrêté de 1978 qui définissait les travaux archéologiques et les autorisations nécessaires.
Les menaces sur les sites d'art rupestre préhistorique de la vallée de Côa ont montré le manque d'efficacité de l'Institut portugais du patrimoine architectonique et archéologique (IPPAR) et provoqué la mise en place de nouvelle structures archéologiques. Le but était de réorganiser l'archéologie préventive et d'établir des critères clairs de financement des fouilles programmées. L'Institut portugais de l'archéologie (IPA) fut mis en place en 1997 et l'IPPAR ne gardait que la responsabilité de la conservation des sites. Une législation (décret-loi no 270/99) basée sur le retour d'expérience des pays étrangers fut adoptée. Elle comprend des programmes pluriannuels de recherche programmée, la mise en valeur des sites et monuments classés ou en voie de classement, des fouilles préventives et un travail d'inventaire et de définition des trois actions précédentes.
Des services régionaux ont été déployés dans l'ensemble du Portugal pour garantir un suivi des grands travaux et une politique de publication des résultats mise en place. Plusieurs services ont été créés par l'IPA, le CNANS (archéologie subaquatique), le CNART (inventaire et étude de l'art rupestre), le PAVC (parc national de la vallée de Coa) et le CIPA (études archéozoologiques, anthracologiques, archéogéologiques…).
Il a été décidé en 2002 de fusionner sans consultations préalables l'IPPAR et l'IPA dans le cadre de la réorganisation de l'administration portugaise.
Le domaine de l'archéologie est actuellement géré par l'Institut de gestion du patrimoine architectonique et archéologique (IGESPAR).

### Roumanie
La plus ancienne institution de recherche de Roumanie est l'Institut d'archéologie Vasile Parvan, créé en 1834 et qui dépend de l'Académie roumaine.
L'édification du complexe hydroélectrique des Portes de Fer (Danube) à Djerdap, sur le Danube, est l'occasion de lancer à partir de 1964 d'une des premières campagnes importantes de fouilles de sauvetage, réalisées par une mission roumano-yougoslave.
Nicolae Ceaușescu, déclaré le « plus grand historien » ou le « génie clairvoyant de l'historiographie roumaine », prend le contrôle à la fin des années 1970 de l'archéologie roumaine. Il cherche à établir une continuité supposée entre un « État centralisé dacogète » et l'État centralisé communiste, pour légitimer historiquement ce dernier.
La protection des vestiges archéologiques et le domaine de la recherche sont réorganisés à partir de 1994 avec la promulgation de différentes dispositions légales, la loi sur les permis de construire n50/1991, le plan d'occupation des sols n18/1991 et la loi approuvant l'ordonnance gouvernementale n68/1994 concernant la protection du patrimoine culturel national. Cette dernière disposition transforme la Commission nationale des monuments, ensembles et sites historiques en Commission nationale des monuments historiques. Ce dispositif législatif reste éclaté et la protection du patrimoine archéologique est dépendante de la bonne volonté des administrations locales. Ces dernières ont l'initiative de créer des centres de documentation sur l'urbanisme et l'aménagement, pour établir des zones protégées.
L'Office du patrimoine culturel national est doté d'antennes dans chaque région, intégrées à des musées. Il peut intervenir en cas de menace d'un projet de construction sur un site archéologique, pour en demander une fouille. La Commission nationale des monuments historiques puis le ministère de la Culture approuvent ou non cette action. Ils préviennent les ministères des Travaux publics et de l'Aménagement et signifient aux aménageurs ces décisions et les frais nécessaires. La Commission nationale archéologique, une émanation de l'Académie roumaine, délivre ensuite un certificat à l'archéologue chargé de la fouille.
À partir de 2000, une série de mesures législatives donnent un cadre structuré à l'archéologie. La Commission nationale et le registre national d'archéologie sont établis en 2000, un règlement national d'archéologie en 2004, la définition des sites et zones archéologiques en 2005, le financement des fouilles archéologiques en 2007 et un programme de suivi archéologique des constructions routières en 2010.
Le patrimoine archéologique reste en butte à de nombreuses menaces de destructions en Roumanie. La région des Carpates de l’Ouest, le « Quadrilatère d’Or », est l'objet d'importantes concessions aurifères appuyées par les autorités roumaines. Le site antique minier d'Alburnus Maior et la région de Roșia Montană (Carpates de l’Ouest de Transylvanie), malgré l'appui d'instituts scientifiques roumains et étrangers, sont sous la menace d'une destruction par une exploitation minière. Un jugement de la Cour suprême de Roumanie a protégé cette région de l'extraction minière en décembre 2008, mais le gouvernement roumain a relancé une procédure d'évaluation d'impact environnemental en 2010.

### Royaume-Uni
Dès 1840, des observations archéologiques sur des usines en construction sont effectuées au Royaume-Uni.

#### Angleterre
Les règles appliquées à l'archéologie préventive au Royaume-Uni résultent d'une note de novembre 1990 rédigée par le ministre de l'environnement, la Planning Policy Guidance 16 (PPG 16). Elle se place dans le cadre législatif défini en partie par les lois de 1979 sur les monuments historiques et les zones archéologiques et de 1983 sur le patrimoine national. La priorité est donnée à la conservation des vestiges archéologiques et à la prise en compte le plus tôt possible des contraintes archéologiques sur les aménagements. Il est recommandé aux aménageurs de s'adresser aux archéologues des comtés, pour cerner ces contraintes. Un second avis est généralement demandé à la Commission pour les monuments historiques (Historic Buildings and Monuments Commission for England) ou English Heritage, au statut de quango (structure autonome de service public). Cet avis sert d'assurance aux aménageurs contre les risques archéologiques.
Le coût des opérations d'archéologie préventive est supporté par les aménageurs. Ces derniers font appel à des consultants et un opérateur de leur choix. Les consultants sont chargés de définir l'intervention archéologique. Ils sont soumis à une forte exigence de rendement de la part des aménageurs. Des codes de bonne conduite et de bonnes pratiques ont été établis par les opérateurs pour assurer aux aménageurs le choix d'une structure compétente. Les obligations qui leur incombent comprennent de faire le relevé des sites après fouille, d'enregistrer les unités stratigraphiques et de rendre un rapport. La fouille en tranchées ou en sondages est de plus en plus favorisée par rapport aux décapages sur de grandes surfaces, pour des raisons financières. Les techniques d'analyses environnementales (carpologie, études des populations d'insectes, pollens…) sont négligées pour les mêmes motifs financiers.
La PPG 16 a permis le développement des fouilles : leur nombre a été multiplié par trois entre 1990 et 1999 et 89 % sont suscitées par des opérations d'aménagements. De 1996 à 2007, le nombre d'archéologues est passé d'un peu plus de 2000 à 6865 personnes. Toutefois, la compréhension des sites et la publication des résultats de fouilles reste limitée.
La PPG 16 a été critiquée car non contraignante et appliquée de manière non uniforme. On lui reproche l'absence de mutualisation des risques et l'apparition d'une concurrence excessive entre les opérateurs de fouilles. Face à cette situation, les parlementaires de toutes tendances politiques ont suggéré un meilleur financement par l'augmentation des droits payés sur les opérations de construction ou d'aménagement et la création d'un système d'agrément des opérateurs. Le Planing for the Historic Environnement (PPS 5) a été défini en 2010. Il a été remplacé par ce qui est présenté comme une modernisation du cadre législatif, le National Planning Policy Framework (NPPF). Ce dernier recommande d'alléger les procédures de planification et ne présente aucune mesure de contrôle et de sanction des opérateurs.
La crise économique débutée en 2008 a provoqué une contraction du nombre d'archéologues dans les structures privées d'environ 20 % entre 2007 et 2011. La fonction publique a été réduite à la suite des restrictions budgétaires gouvernementales. L'English Heritage a subi une baisse financière de 32 % et plusieurs centaines de licenciements ont été décidés en 2010. Les structures officielles locales liées à l'archéologie ont vécu un traitement similaire à partir d'avril 2011. Les universités ont reçu un traitement comparable dès 2009.
Le système adopté en Grande-Bretagne pour assurer la gestion du patrimoine archéologique a permis un développement important de l'archéologie préventive à partir de 1996, en termes de sites fouillés et de volume d'emplois. Il s'est révélé toutefois très sensible aux retournements de cycle économique, tel que celui déclenché durant l'année 2007.

#### ÉcosseetPays de Galles
Des ministères décentralisés sont chargés de la gestion du patrimoine et des agences nationales du secteur archéologique (Cadw pour le Pays de Galles et Historic Scotland en Écosse). La déréglementation en cours a provoqué l'apparition d'opérateurs privés dont certaines entreprises anglaises. L'Historic Environment (Amendment) Scotland Bill a été débattu par le Parlement écossais le 5 mai 2010, pour harmoniser la législation liée à l'archéologie en Écosse.

### Russie
Les premières structures archéologiques établies en Russie sont la Société impériale d'archéologie, basée à Moscou, la Société d'archéologie de Saint-Pétersbourg et l'Institut archéologique de Saint-Pétersbourg. Elles sont toutes fondées dans la seconde moitié du XIXe siècle. L'archéologie de sauvetage débute dans cet environnement à la fin du XIXe siècle, avec quelques surveillances de chantiers.
Un système de licences de fouilles est mis en place avant la révolution russe et perdure actuellement après différentes évolutions. L'Académie des Sciences de l'URSS est désignée en 1937 pour contrôler les activités archéologiques et un Comité des enquêtes de terrain est créé en 1946 par cette institution. Actuellement, la loi sur le patrimoine culturel ou loi fédérale no 73 encadre le domaine archéologique. Le Comité scientifique et d'expertise du département des enquêtes de terrain, rattaché à l'Académie des sciences de Russie, délivre les autorisations de fouilles et en contrôle la qualité. Quatre types de licences de fouilles sont délivrées dont la quatrième correspond aux fouilles de sauvetage.
Les fouilles de sauvetage débutent de manière structurée en URSS en 1932. En octobre de cette année, le comité spécial pour la surveillance des sites de nouvelles constructions est créé à l'impulsion de l'Académie nationale pour la culture matérielle. La commission d’État du Conseil des commissaires du Peuple adresse en 1932 des recommandations à toutes les structures chargées de la planification, des constructions et des ressources en eaux sur l'importance de l'archéologie de sauvetage. De nombreuses missions de suivi archéologique des grands aménagements des plans quinquennaux (canaux, réseaux ferrés, métros) et des travaux dans les sites urbains sont lancés dans toute l'Union soviétique. Ainsi, à Novgorod, une méthodologie rigoureuse et un suivi régulier des travaux ont assuré une compréhension très fine des phases d'évolutions de cette ville à partir des nombreux vestiges en matériaux organiques qu'elle recèle. L'Académie nationale pour la culture matérielle est intégrée en 1937 à l'Académie des sciences de l'URSS qui développe à une plus grande échelle le suivi des activités de construction. Il est estimé que des années 1960 à 1985, plus de la moitié des interventions archéologiques sont liées au domaine préventif.
À la suite de la chute de l'Union soviétique, la crise économique consécutive déclenche une baisse sensible des constructions et des fouilles préventives, avec une moyenne annuelle de 250 licences accordées. La reprise économique amorcée au début des années 2000 provoque une hausse continue des opérations préventives avec plus de 600 autorisations délivrées en 2007. Depuis la crise économique débutée au cours de cette année, la délivrance des licences est à nouveau en baisse.
La fin de l'économie dirigée et la libéralisation consécutive ont vu l'apparition de sociétés archéologiques privées. Leur rôle est resté mineur jusqu'en 2005, puisqu'elles obtenaient moins de 5 % des fouilles préventives. Ces sociétés ont connu depuis une croissance importance, 22 % des licences de fouilles préventives leur étaient accordées en 2008. Ce phénomène est dû à de fortes exemptions de taxes accordées aux sociétés, ce qui permet de faire baisser le coût des fouilles. Les structures publiques, les musées, les instituts et l'Académie des sciences sont ainsi relativisés. Par ailleurs, cette situation entraîne une diminution des publications de fouilles.
La rénovation ou la reconstruction de nombreux édifices religieux a fait progresser la part des fouilles dans ce type de contexte, tel que le Couvent de l'Immaculée Conception à Moscou.

### Slovaquie
L'une des premières fouilles réalisées dans le cadre d'un chantier de construction eu lieu lors de la rénovation entre 1877 et 1896 de la Cathédrale Sainte-Élisabeth de Košice. Des programmes comparables eurent lieu, toujours à Košice, lors de travaux dans la Prison de Mikluš ou de l'équipement des rives du fleuve Mlynský en 1941.
L'Institut d'Archéologie, établi en 1939, est intégré dans l'Académie slovaque des sciences créée en 1953. Une administration est ensuite mise en place au niveau national et régional ainsi qu'un personnel formé dans les musées. Les recherches archéologiques connaissent alors une forte croissance dans le cadre de nombreux travaux de construction et de restauration des centres des villes médiévales.
Au cours des années 1950, l'industrialisation du sud-ouest de la Slovaquie est suivie de programmes préventifs de fouilles archéologiques. Ils mettent au jour une partie de l'occupation laténienne de cette région. Durant la même période, les fouilles de sauvetage de la place Pavlovičovo de Prešov révèlent des occupations romaines et slaves. Des fouilles de sauvetage ont lieu par la suite dans les centres anciens des villes minières et royales, sur les sites de construction ou d'autoroute. À partir de 1971, l'application plus stricte des obligations légales de protection du patrimoine par l’État entraîne une multiplication des fouilles. L'exploration des zones urbaines s'intensifie particulièrement au cours des années 1980. Le début des années 1990 est moins favorable avec une baisse des crédits alloués.
La protection du patrimoine est effectuée par la Direction nationale et les Directions régionales des monuments, dépendantes du ministère de la Culture. L’Institut d’archéologie de l’Académie des sciences centralise les activités de terrain et réalise la carte archéologique nationale. Les fouilles de sauvetage sont autorisées par le ministère de la Culture et sont financées par les aménageurs des terrains concernés. Depuis 2006, des sociétés archéologiques privées ont vu le jour et réalisent des fouilles sur les grands projets immobiliers.

### Slovénie
L’Institut pour la protection et l’étude scientifique des monuments culturels est sous la tutelle du ministère de la Culture. Il est chargé de la protection des monuments et des fouilles à réaliser dans ce cadre.
La réalisation du réseau autoroutier slovène s'est accompagnée d'un fort développement des fouilles préventives, que les institutions n'ont pu assumer. Le secteur privé a pris un rôle essentiel dans ce contexte. Les sociétés privées et les acteurs libéraux réalisent à travers des marchés publics la plus grande partie des fouilles préventives urbaines et autoroutières.

### Suède
Gustave II Adolphe, roi de Suède, crée en 1630 le Riksantikvariat, premier service d'antiquités d'Europe, dirigé par son précepteur, Johann Bure (1568-1652). En 1666, la première législation archéologique de Suède est établie par ordonnance royale. Elle décrète que toute trouvaille, monnaie, vaisselle de métal ou objet de grande rareté doit être préservée. Le recteur d'Uppsala, Olof Rudbeck, lève à cette époque les premières coupes stratigraphiques lors de fouilles de tumulus.
La législation suédoise contemporaine ne définit pas les bénéficiaires des autorisations de fouilles, qui sont délivrées par les services archéologiques des préfectures. Les fouilles peuvent être réalisées par des prestataires publics et plusieurs entreprises privées spécialisées.

### Suisse
Le cadre législatif de l'archéologie en Suisse est défini par la constitution de 1848, l'article du 1er janvier 1912 du code civil et un arrêté fédéral du 13 mars 1961. La Confédération suisse est responsable des sites d'importance nationale et finance les fouilles sur tous les aménagements qu'elle exécute. Les cantons sont bénéficiaires de toutes les antiquités sans appartenance déclarée et sont chargés du suivi des fouilles et de la conservation des vestiges. La plupart des villes de grande taille disposent d'un archéologue cantonal et d'un conservateur des monuments historiques.
Le canton de Genève possède une carte archéologique dès 1922. Des recherches archéologiques sont réalisées lors des opérations de restauration des monuments historiques à partir de 1964. Les grands travaux (autoroutes, chemin de fer et lacs de retenue) ont fait l'objet depuis 1961 d'une politique de fouilles préventives. Des diagnostics systématiques par sondage mécanique sont entrepris à partir de 1972 sur le tracé de l'autoroute A1. La masse d'informations générées par cette activité a provoqué la mise en place de nombreux périodiques pour en assurer la publication.
Toutefois, la fin des financements liés aux projets autoroutiers et le suivi des aménagements réalisés par le secteur privé sont les deux problèmes en suspens de l'archéologie préventive en Suisse.

### République tchèque
Les fouilles par décapage mécanique de grande ampleur débutent en ex-Tchécoslovaquie dans les années 1950, tel le site néolithique de Bylany, sous la direction de Bohumil Soudsky. Ce dernier implantera d'ailleurs cette technique en France dans les années 1970. Les fouilles de sauvetage connaissent dans les villes de Tchéquie un important développement au cours des années 1960, en liaison avec l'expansion des aménagements urbains. Des fouilles archéologiques peuvent être réalisées depuis 1992 sur toute construction à fin commerciale et leur financement par l'aménageur est obligatoire. Les structures chargées de ces fouilles sont titulaires d'un agrément.
Trois types de structures existent. Les Instituts d’archéologie de l’Académie des sciences basés à Prague (Bohême) et Brno (Moravie) sont responsables des monuments archéologiques. Ils sont chargés des fouilles de sauvetage dans ce cadre. Les archéologues des musées régionaux et municipaux peuvent prendre en charge des fouilles préventives. Enfin des sociétés privées, apparues à partir de 1990, s'occupent des grands projets commerciaux.

### État de la Cité duVatican
La Commission pontificale pour l'archéologie sacrée est créée le 6 janvier 1852 par le pape Pie IX, à l'initiative de l'archéologue romain Giovanni Battista De Rossi, pour « protéger les cimetières sacrés antiques, pour les conserver préventivement par les interventions adéquates, en poursuivre l'exploration, les enquêtes, l'étude, et pour sauvegarder les mémoires plus anciennes des premiers siècles chrétiens, les monuments importants, les vénérables basiliques, aussi bien à Rome qu'aux alentours et dans les autres diocèses, en accord avec les Ordinaires respectifs ».
Le 11 décembre 1925, dans le Motu proprio « Les premiers cimetières », le pape Pie XI déclare officiellement la Commission d'ordre « pontifical » et en définit précisément les compétences.
L'autorité et le champ d'action et d'étude de la commission est étendue à toutes les catacombes chrétiennes présentes sur le sol romain et italien, par les accords du Latran (11 février 1929) et de Villa Madama (18 février 1984).

## Afrique

### Cameroun
Les premières observation archéologiques connues au Cameroun sont réalisées à la fin du XIXe siècle,. La Société d'études camerounaises, créée en 1935, publie dès lors une revue intéressée à l'archéologie, devient en 1944 un centre de l'IFAN puis l'Institut de recherche du Cameroun en 1948, avec tous les moyens associés pour mener ses activités.
La première mention de l'archéologie de sauvetage est la découverte du site d’Obobogo en 1944, au cours de l'ouverture d'une nouvelle route près de Yaoundé
La recherche archéologique se développe depuis les années 1970 dans un cadre défini par des conventions internationales et des lois, votées en 1991 et 1996.
L'ouverture de grands projets d’infrastructures (pipeline, routes, centrales thermiques, barrages…) à partir de 2000 a provoqué l'apparition de fouilles préventives, sous l'impulsion des organismes internationaux qui finançaient ces travaux.
Les premiers programmes d'archéologie de sauvetage ont été ouverts sur le parc national de Campo-Ma’an (2000, 60 sites), les axes routiers de Bertoua-Garoua-Boulaï (2000-2002) ou de Lolodorf-Kribi-Campo (2001, 27 sites) et l’oléoduc Tchad-Cameroun (2000-2004, 472 sites recensés), long de 1 069 kilomètres. Ces premières actions ont permis l'identification de plusieurs centaines de sites et la formation de nombreux intervenants à l'archéologie préventive. L'activité repose sur les archéologues issus des universités de Yaoundé et de Ngaoundéré, du ministère de la Culture camerounais, ou de chercheurs étrangers (Institut de recherche pour le développement, IRD) et les étudiants de ces mêmes universités.
De nouvelles opérations ont lieu par la suite sur l’axe routier Ngaoundéré-Touboro-Bogdibo (2007-2008), les centrales thermiques de Dibamba (2008) et Kibri (2010) ou le projet du barrage de Lom-Pangar (2010-2012), sur près de 600 km2.
Les résultats sont nombreux, puisque les connaissances sur le peuplement humain ont été élargies et repoussées jusqu'à 50 000 ans av. J.-C., de nombreuses données récoltées, de nouvelles méthodologies ont été appliquées (décapage mécanique, sondages à la tarière...), des infrastructures construites (dépôt archéologique d'Ékoudou) et une génération d'archéologues formés à la pratique sur le terrain.

### Égypte
En Égypte, notamment dans la région du Caire, l'expansion urbaine fait que de nombreux chantiers s'ouvrent sur des terrains très riches en vestiges archéologiques et les fouilles de sauvetage se multiplient sous l'égide du Conseil suprême des Antiquités égyptiennes (CSA). Plusieurs services français y participent.
L'Institut français d'archéologie orientale (IFAO) a mené plusieurs missions d'archéologie préventive
- Ayn-Soukhna (2001-2008)
- Muraille du Caire – Parking Darassa (2001)

Le Centre d'études alexandrines réalise sous la direction de Jean-Yves Empereur des opérations d'archéologie préventive dans la région d'Alexandrie
- les fouilles des restes du Phare d'Alexandrie :
  - la forteresse de Qaitbay
  - le site sous-marin de Qaitbay
- Cinéma Majestic (1992-1993)
- Billardo Palace (1993)
- Patriarcat Copte (1994)
- Cinéma radio (1994)
- Théâtre Diana (1994-1997)
- Consulat Britannique (1994 + 1996-1997)
- Cricket Ground (1994 + 1996-1997)
- les fouilles de Nécropolis : Gabbari (1997-1998)
- Patriarcat Grec Orthodoxe : Fouad (1999-2004)
- Le site du Césaréum : Garage Lux (2000-2002)

### Madagascar
Les recherches archéologiques débutent à la fin du XIXe siècle à Madagascar et l'un des premiers sondages est réalisé en 1899 par Guillaume Grandidier à Vohémar.
L'Académie malgache fondée en 1902 et ses publications servent de supports aux premiers travaux d'archéologie.
L'Institut de civilisation et musée d’art et d’archéologie de l'université d'Antananarivo mènent des recherches archéologiques et publient depuis 1965 la revue Taloha, consacrée en partie à ce domaine.
Une des plus grandes opérations d'archéologie préventive réalisée à Madagascar est le Projet Ambatovy, dirigé par l'Institut de civilisation et musée d’art et d’archéologie de 2005 à 2010. Il concerne les sites d'une mine de cobalt et de nickel, seize voies d’accès, trois zones d’entreposage, une usine, un parc de résidus, deux sites de relocalisation à Toamasina, une carrière de calcaire à Toliar et un pipeline long de 220 km, étendu sur 440 km2. Plus d'une centaine de sites sont mis au jour, les données issues de ces travaux sont préservées par le Centre d’études et de recherches ethnologiques et linguistiques (CEREL) de l'université de Toamasina.

## Amérique

### États-Unis
La législation aux États-Unis est variable d'un État à l'autre. Les fouilles sont assurées par des entreprises privées.

## Asie

### Chine
Les structures de l'archéologie en Chine reposent sur un maillage d'instituts, d'universités et de musées répartis dans l'ensemble des provinces chinoises. L'ensemble est contrôlé par l'Académie des sciences sociales de Chine. Depuis 1991, des coopérations ont été rendues possibles avec les missions archéologiques étrangères.
Le développement de l'économie chinoise depuis la fin des années 1970 a provoqué une forte expansion urbaine et des réseaux de communication. Les vieux quartiers de Pékin et des grandes villes de Chine ont été détruits sans politique de sauvetage archéologique. Sur certains grands travaux d'infrastructures comme la construction du barrage des Trois-Gorges à Yichang, les archéologues chinois ont pu effectuer des fouilles de sauvetage, notamment sur les sites de l'ancien royaume de Ba, datant de la période des Royaumes combattants.

### Corée du Sud
Les premiers travaux archéologiques sur le territoire de la Corée ont été menés par le Japon, lors de la colonisation de la Corée par le Japon.
Le département d'archéologie et d'anthropologie de l'université nationale de Séoul et le service des affaires culturels sont fondés en 1961. Ce dernier gère les fouilles archéologiques avec le musée national de Séoul et les musées provinciaux. Le bureau d'études des biens culturels est créé au sein du service des affaires culturels, en 1969, pour traiter de l'archéologie de sauvetage. D'importants travaux d'aménagements liés à la croissance urbaine ont généré la nécessité de nombreuses fouilles. Le bureau d'études des biens culturels est transformé en Centre de la recherche sur les biens culturels (CRBC) en 1975. Il s'agit de la plus grande structure archéologique en Corée du Sud. De nombreux musées s'ouvrent en province et permettent de multiplier les équipes archéologiques et les fouilles. La législation est modifiée dans les années 1980 pour répondre à l'expansion immobilière. Une intervention des structures archéologiques devient le préalable à toute construction publique ou privée. Le nombre des musées continue à croître au cours des années 1990, de même que les équipes régionales du Centre de la recherche sur les biens culturels (CRBC). Par ailleurs, le gouvernement coréen, pour développer le tourisme, a défini des zones prioritaires autour des monuments les plus attractifs, auxquels sont rattachés les centres de recherches régionaux. Les fouilles et travaux de restaurations sont donc définis dans ce cadre par les intérêts touristiques.

### Inde

#### Les premières recherches
L'Asiatic Society est fondée à Calcutta le 15 janvier 1784 par sir William Jones et un groupe d'antiquaires. Ces derniers menaient avant cette date des enquêtes linguistiques et archéologiques. La publication de l'Asiatick Researches, débute en 1788 et permet la diffusion de ces recherches auprès du public. Jones identifie Chandragupta Maurya au roi Sandrokottos connu par les historiens grecs et établit une chronologie de l'histoire indienne. Les membres de l'Asiatic Society découvrent de nombreux sites archéologiques et langues anciennes. Des sociétés semblables sont fondées à Bombay en 1804 et Madras en 1818. Le règlement du Bengale XIX de 1810 est la première législation de protection des monuments adoptée en Inde.

#### L'Archaeological Survey of India (ASI)
Dès 1848, Alexander Cunningham propose d'établir un service archéologique indien. À la même période, le gouvernement indien accorde des fonds à la protection des monuments, sur les conseils de la Royal Asiatic Society of United Kingdom.
L'Archaeological Survey of India est fondée en 1861 par sir Alexander Cunningham, aidé du vice-roi Charles John Canning. L'ASI réalise un travail considérable mais les déficiences des structures brident largement l'activité. Le Treasure Trove Act de 1878 donne une base légale à l'acquisition par le gouvernement des découvertes d'objets anciens. Mais ces actions restent insuffisantes face aux nombreuses destructions liées aux travaux commanditées par l'administration coloniale.
Une réorganisation est effectuée sous l'impulsion de Lord Curzon en 1901. Des subdivisons administratives sont créées et dotées d'équipes spécialisées. La conservation des sites est définie comme prioritaire. Des campagnes de relevé des inscriptions et la surveillance des activités archéologiques sont mises en place. La protection des monuments reçoit un cadre légal, l'Ancient Monuments Preservation Act, adopté en 1904.
Les restes de la civilisation de l'Indus, découverts en 1921, rendent nécessaire le développement des capacités de fouilles. De nouveaux services sont créés dans ce but.
Rai Bahadur Daya Ram Sahni devient le premier directeur indien de l'ASI en juillet 1931.

#### Après l'indépendance
L'Inde accède à l'indépendance en 1947. Une grande exposition sur le patrimoine indien est ouverte à New Delhi en 1948. Ces collections constituent le noyau du musée national, inauguré le 15 août 1949.
La Constitution de l'Union indienne est promulguée en 1951. Elle établit différents niveaux de protections des sites et monuments historiques et archéologiques. Ceux déclarés d'importance nationale par le parlement dépendent de l'Union et les autres des États indiens. Une loi sur ces sujets est votée en 1951, l'Ancient and Historical Monuments and Archaeological Sites and Remains (Declaration of National Importance) Act.
Les activités de l'ASI croissent fortement à la suite de l'indépendance. De nouveaux services de protection sont créés dans les États et nommés selon les capitales où ils sont installés. Les grands États peuvent comprendre plusieurs services. L'effort de publication des activités de recherches est soutenu et renforcé continuellement.
De nouvelles lois sont adoptées pour une meilleure protection du patrimoine, l'Ancient Monuments and Archaeological Sites and Remains Act en 1958, l'Antiquities and Art Treasures Act en 1972 et l'Ancient Monuments and Archaeological Sites and Remains (Amendment and Validation) Act en 2010.
Des campagnes de sauvetage archéologique sont ainsi lancées sur les sites de Nagarjunakonda (Andhra Pradesh), repérés dès 1926 et fouillés à partir de 1954, avant la mise en place de barrages. Le site de Satanikota (Andhra Pradesh) fait l'objet des mêmes procédures en 1978, avant sa submersion.
L'archéologie indienne présente toutefois certaines lacunes comme la faible prise en compte de l'archéométrie ou l'absence d'un cadre consacré à l'archéologie préventive.

#### Organisation actuelle
L'Archaeological Survey of India (ASI) est une agence du gouvernement indien, dépendante du Ministère de la Culture. L'ASI comprend vingt-quatre services d’État et administre 3 650 monuments, sites et ruines archéologiques. L'agence est responsable de la préservation du patrimoine indien et de la recherche archéologique. Les fouilles de sauvetage et préventives sont prises en charge par les services des Excavations Branches.

### Iran
L'archéologie de sauvetage en Iran est sérieusement envisagée par les responsables de l'archéologie et du patrimoine culturel depuis les années 1970. La construction de nombreux barrages dans différentes parties du pays et le danger de cette construction pour les sites anciens ont fait des fouilles de sauvetage une des priorités de ce pays. L'un des exemples les plus réussis de ces fouilles est celui des fouilles archéologiques du barrage Darian, dans la région d'Hawraman, province du Kurdistan.

### Japon
En 1877, le zoologue américain Edward Sylvester Morse fouille un amas coquillier à Omori (Tokyo), lors de travaux sur une ligne de chemin de fer. Il met au jour des céramiques à décor appliqué par des cordelettes, ou littéralement « Jōmon ». La culture de la période Jōmon ou l'ère Jōmon (縄文時代, jōmon jidai) est décrite pour la première fois.

#### L'opinion publique et la protection du patrimoine
À partir de 1950, la loi sur la protection des biens culturels (bien culturel important) encadre le contrôle des sites archéologiques.
En 1955, une mobilisation de l'opinion publique a lieu à Sakai, dans le département d'Osaka, contre la destruction du kofun d'Itasuke, un tertre funéraire destiné à devenir une carrière de terre à remblais. Le Comité pour la protection du Kofun d'Itasuke obtient le classement et la conservation du site et inspire de nombreuses actions semblables à travers le Japon. L'Association nationale pour la protection des sites archéologiques, fondée en 1970, regroupe tous ces mouvements.
Le principe du destructeur-payeur est imposé en 1958, lors des travaux de la première autoroute japonaise, entre Nagoya et Kôbe. L'Association japonaise de l'archéologie et les archéologues issus du Comité pour la protection du Kofun d'Itasuke obtiennent par leur insistance que la Régie nationale du réseau routier prenne à son compte le coût des fouilles. L’État japonais adopte au début des années 1960 un rôle exemplaire en finançant les fouilles archéologiques sur de nombreux sites et sur les emprises des futures lignes de chemins de fer à grande vitesse. À la même époque, face à l'opposition des mouvements de protection des sites, les aménageurs se voient obligés de financer des fouilles préventives pour éviter un blocage complet ou des retards pénalisants.
En 1964, la Commission pour la protection des biens culturels négocie un accord sur l'archéologie préventive avec les ministères des finances et de l'équipement ainsi que les régies du réseau routier et des immeubles collectifs. Par principe, tout site classé doit être épargné par les travaux. Dans le cas contraire, l'aménageur doit s'adresser à la commission départementale pour l'éducation pour obtenir l'engagement d'une fouille à ses frais. Ces avancées n'auraient pu être obtenues sans la pression des mouvements de protection du patrimoine.
Les fouilles préventives, dites administratives, sont menées par des comités de l'instruction publique, services décentralisés des collectivités locales et des fondations d'utilité publique créés par les collectivités locales et nommées Centres départementaux ou municipaux des biens culturels enfouis. L'Institut national de Nara, chargé depuis 1955 des fouilles programmées sur les sites des palais impériaux, a un rôle de conseil pour la conduite des fouilles, la conservation des objets et la restauration des sites auprès des collectivités locales.

#### Les évolutions à partir de 1994
L'éclatement de la bulle financière au Japon en 1992 provoque des modifications dans les politiques publiques. À la suite de décisions du cabinet du ministre sur l'assouplissement de la réglementation et d'une enquête du bureau de l'inspection des administrations du ministère des Affaires générales, le transfert d'autorité aux structures régionales, l'appel au secteur privé, la réduction du temps de fouilles et la détermination de leur coût sont autant de transformations envisagées.
En 1994, l'Agence pour les Affaires culturelles crée la Commission d'études et d'enquête sur l'amélioration du système des fouilles archéologiques. Cette agence diffuse auprès des collectivités régionales les changements apportés à l'activité archéologique. Elle reprend les préconisations du Bureau de l'inspection et ajoute dans certains cas la possibilité de détruire les vestiges et de limiter le concept de patrimoine culturel aux structures antérieures à l'époque moderne.
La réforme d'avril 2000 sur la protection du patrimoine et le transfert des pouvoirs de l’État aux régions confirment le cadre légal des changements apportés à l'activité archéologique au Japon.
En novembre 2000, on découvre que des reproductions d'outils lithiques ont été introduites par Shinichi Fujimura sur des sites archéologiques, à l'insu des responsables, peu au fait des études sédimentologiques et incapables de percevoir la supercherie. Ce scandale révèle certaines lacunes de l'archéologie japonaise, qui présente par ailleurs des domaines d'excellence comme les datations radiocarbones.

#### Fonctionnement
Le Japon est un des pays les mieux dotés en personnel archéologique. En mai 2001, le nombre des archéologues du secteur préventif était estimé à un total d'environ 10 000 personnes, dont 7 141 membres des structures territoriales auxquels s'ajoutent les employés des entreprises d'archéologie, au nombre de 50 en l'an 2000.
Chaque année, plusieurs milliers de fouilles sont réalisées sur le territoire du Japon, dont la grande majorité concerne le domaine préventif.
| Année | Fouilles programmées | Fouilles préventives | Total | Milliards de yens |
| ----- | -------------------- | -------------------- | ----- | ----------------- |
| 1997  | 373                  | 6941                 | 7314  | 128.5             |
| 1998  | 367                  | 6893                 | 7260  | 117.6             |
| 2000  | /                    | 7958                 | /     | 113.2             |

Les mesures de protection du patrimoine prévoient que les sites archéologiques soient reportés dans des cartes d'inventaires. Plus de 444 000 sites étaient inventoriés au début des années 2000. En cas de travaux de construction, l'aménageur signale auprès de l'administration territoriale le début de mise en chantier. Le directeur départemental de l'éducation statue sur les mesures à prendre et les campagnes de sondages préliminaires. En cas de fouilles, l'aménageur s'adresse au centre des biens culturels enfouis pour leur réalisation, assurée par un contrat. La pratique courante est que l'aménageur finance la fouille, le traitement du mobilier et la publication du rapport, édité à 500 exemplaires. Le mobilier est pris en charge par l'Assemblée départementale ou municipale de l'éducation.
Dans le cadre des constructions individuelles, les autorités assurent le financement des fouilles.

### Thaïlande
Les premières mesures de protection des vestiges archéologiques en Thaïlande sont dues au roi Rama VI (1881-1925) par la « Proclamation pour l'inventaire et la protection d'objets anciens ». L'Archeological Service of Siam est fondé en 1924 puis le Musée national du Siam en 1926. Tous deux sont réunis en 1933 dans le Fine Arts Departement (FAD). Ce département est rattaché au ministère de l'éducation et possède une dizaine d'antennes dans le pays. Il développe les actions de prospection, d'inventaire et de restauration. La Field Research Section est créée dans les années 1980. Elle est chargée des fouilles de sauvetage sur les sites révélés par des aménagements ou des pillages.

### Turquie
La Turquie présente un réseau d'habitats et de villes implantés depuis plusieurs millénaires avec des sites archéologiques généralement marqués par une multiplicité d'occupations.
Jusque dans les années 1970, les vestiges archéologiques étaient souvent considérés comme une gêne, avec parfois la mise en valeur de sites jugés importants. L'état d'esprit a changé ensuite et la loi de 1983 sur la conservation des biens culturels et naturels a remplacé les mesures législatives antérieures. Un conseil supérieur et des commissions régionales pour les biens culturels ont été mis en place.
Un inventaire des sites archéologiques est effectif à partir de 1989. Depuis le début des années 1970, près de 3000 sites archéologiques avaient été classés. Les commissions régionales sont chargées de sélectionner les biens archéologiques à protéger. Ils sont ensuite inscrits sur une banque de données, diffusée auprès des autorités nationales et locales, pour en assurer l'intégration dans les documents d'urbanisme et d'aménagement. Des sites comme le temple d'Auguste (Monumentum Ancyranum) et la mosquée Haci Bayram d'Ankara ont pu être mis en valeur, d'autres préservés tel que les zones archéologiques jointives de la Basilique Sainte-Sophie (Constantinople) d'Istanbul mais face au développement de l'agglomération, le classement de la vieille ville byzantine s'est révélé insuffisant.
Trois types d'activités sont réalisées par les structures archéologiques turques et internationales, des fouilles programmées sur les sites anciens, des prospections archéologiques et les fouilles de sauvetage.
Les fouilles archéologiques du projet d'Anatolie du Sud-Est sont emblématiques de la volonté et des limites des autorités archéologiques turques. La construction de barrages sur la vallée de l'Euphrate au cours des années 1990 et 2000 a provoqué la submersion de sites anciens. Les autorités turques et syriennes ont réalisé des campagnes de prospection puis lancé des appels aux instituts nationaux et internationaux pour effectuer des campagnes de fouille. Sept universités turques et plus de vingt missions étrangères ont effectué des fouilles de sauvetage sur quarante sites dont Zeugma (cité antique)/Séleucie et Apamée (Mésopotamie). Les campagnes n'ont pu être menées à leur terme, face aux nécessités économiques liées au remplissage des barrages et malgré l'appui des autorités archéologiques.